# Filipp Andreevič Maljavin
Filipp Andreevič Maljavin (Kazanka, 22 ottobre 1869 – Nizza, 23 dicembre 1940) è stato un pittore russo.

## Biografia

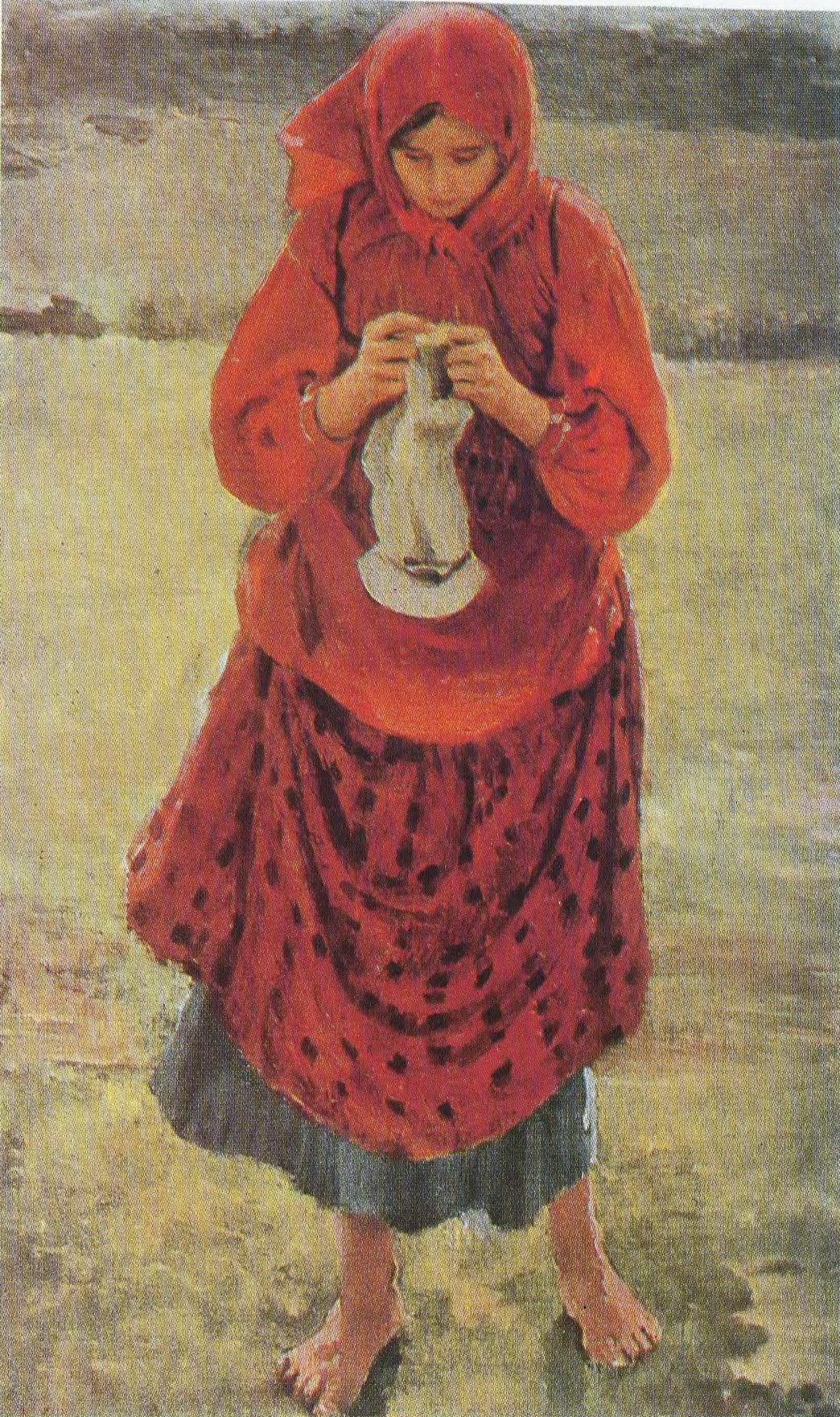
Ragazza contadina, 1895

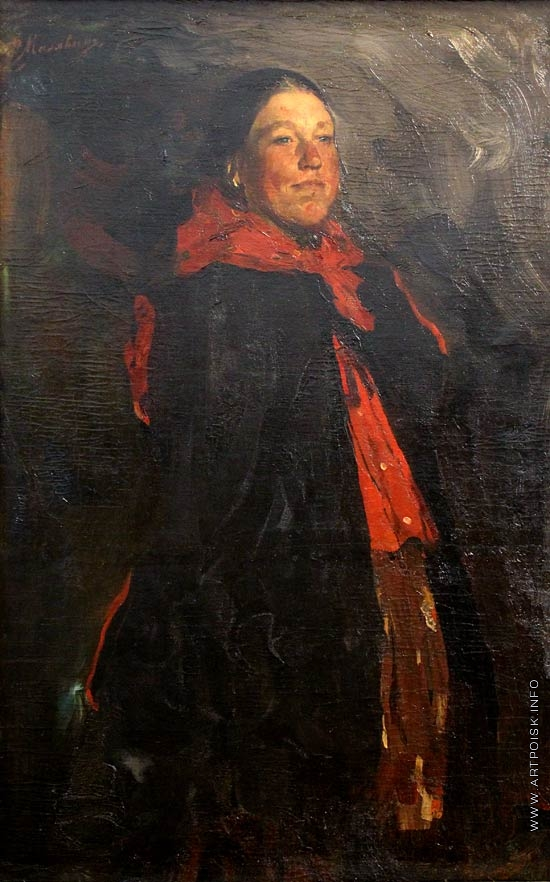
Ragazza contadina, 1900, Museo Nazionale d'Arte della Repubblica di Bielorussia

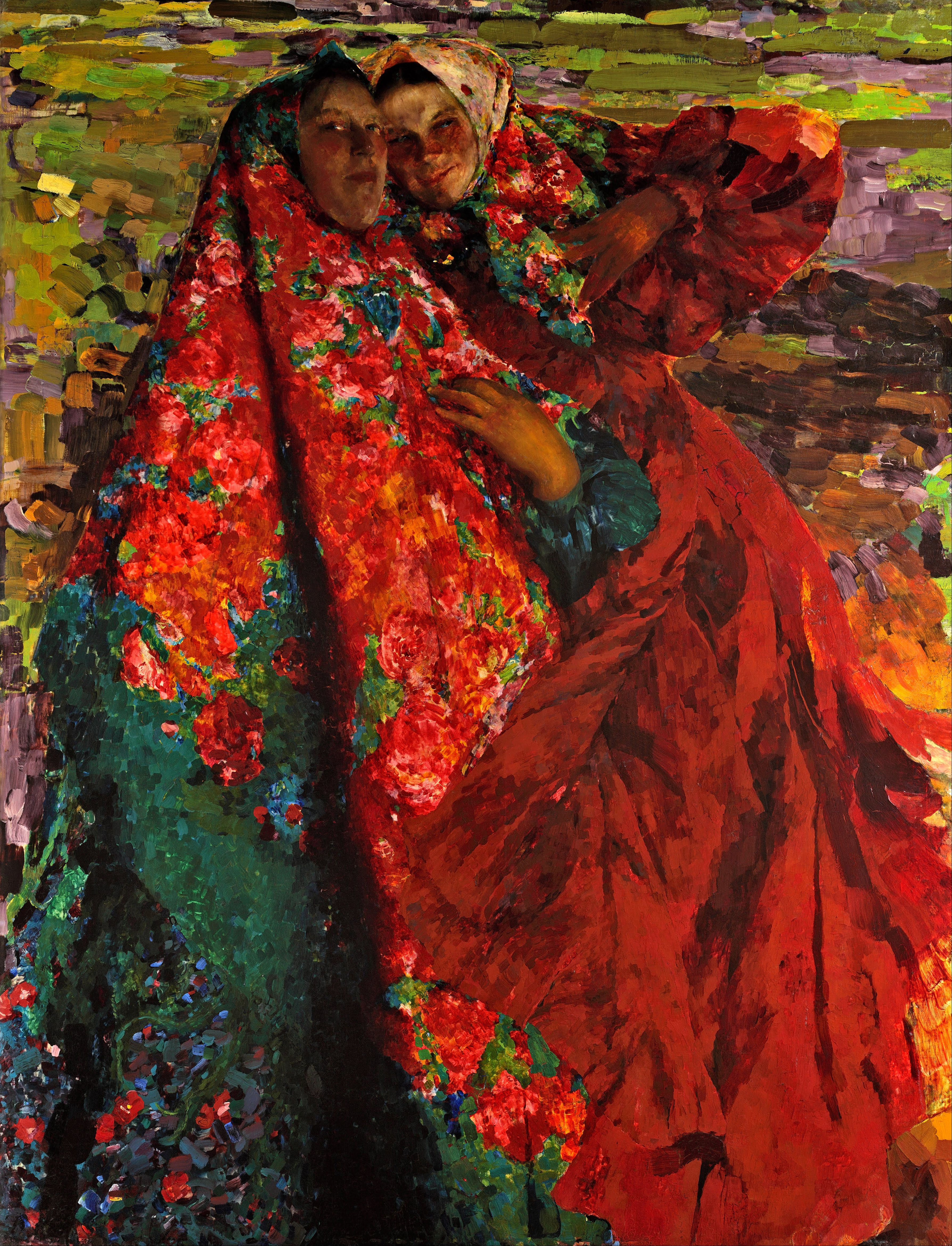
Donne contadine, 1905, Museo russo

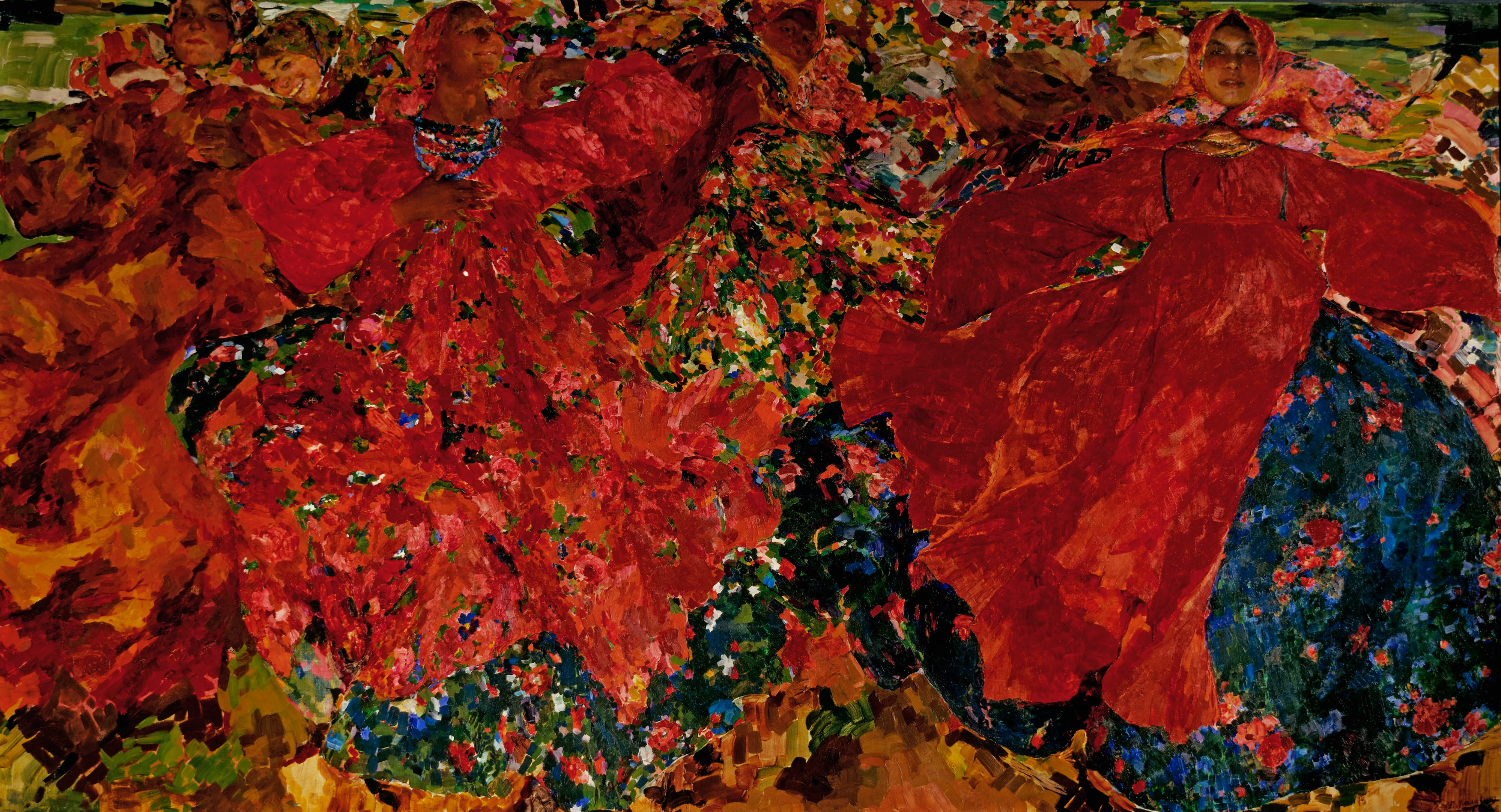
Turbine, 1906, Galleria Tret'jakov

Maljavin nacque a Kazanka, un villaggio situato nel governatorato di Samara, da una famiglia di contadini.
Nel 1885 studiò pittura a icone presso il monastero di San Panteleimon sul Monte Athos.
Lo scultore V. A. Beklemišev lo aiutò ad entrare all'Accademia russa di belle arti di San Pietroburgo, dove seguì le lezioni di P. P. Čistjakov.
Dal 1894 al 1899 Maljavin ha studiato presso la Scuola d'arte superiore di pittura, scultura e architettura dell'Accademia russa di belle arti sotto la guida di Il'ja Efimovič Repin.
Nel 1900 Maljavin vinse la medaglia d'oro per il dipinto Risata alla mostra internazionale di Parigi.
L'anno seguente la Galleria internazionale d'arte moderna di Venezia acquistò questo dipinto nella sua collezione e così Maljavin diventò famoso in Europa.
Successivamente Maljavin creò una serie di dipinti con contadine russe, e durante la sua carriera Maljavin si dedicò anche alla ritrattistica,di cui possiamo menzionare, tra gli altri, il ritratto del Re Gustavo V e della Principessa Ingrid di Svezia.
Maljavin espose le sue opere alle mostre del gruppo Mir iskusstva (Il Mondo dell'arte), negli anni 1899-1903, 1906, 1911, 1921, 1922.
Dal 1903 Maljavin è stato membro e partecipante attivo delle mostre dell'Unione degli artisti russi. In quegli anni viaggiò frequentemente a Parigi e nel 1906 espose le sue opere al Salon d'autunno, e fu nominato accademico a San Pietroburgo.
Maljavin soggiornò dal 1900 al 1917 nel villaggio Aksinino vicino a Rjazan', prima di trasferirsi nel biennio 1918-1920 a Rjazan'.
Dopo la rivoluzione d'ottobre, Maljavin collaborò con il commissariato di Rjazan' per l'istruzione pubblica.
Nel 1922 Maljavin si trasferì definitivamente in Francia, soggiornando a Parigi e a Nizza, proseguendo a dipingere opere ispirate dalle donne contadine russe, tra le quali: Matrimonio (1923), Contadine russe (1925), Donna in fazzoletto giallo (1926), Civetta di campagna (1927), Danza (1930), dopo che i lavori di molti artisti, definiti da Stalin come "arte borghese", vennero sequestrati e a questi artisti impedito di creare ed esibire.
Le sue opere degli anni venti e anni trenta, così come quelle di esordio, si caratterizzarono per i colori vividi e decorativi, ma mentre all'inizio della sua carriera (Ritratto contadina con la calza, 1895; Ritratto della madre, 1898) aderì allo stile degli Ambulanti nel descrivere il mondo contadino, nel suo secondo periodo artistico diede una interpretazione più personale, originale e fantasiosa dell'argomento, cercando di approfondire e trasmettere l'elemento autoctono del popolo russo, connesso alla sua natura, al suo carattere, alla sua costituzione, oltre che di esprimere gli elementi attraenti e affascinanti della Russia primitiva, avvicinandosi ad una idealizzazione decorativa (Turbine, 1906).
Durante la seconda guerra mondiale Maljavin si trovò a Bruxelles, quando il Belgio fu invaso dai nazisti tedeschi.
Maljavin fu arrestato con l'accusa di spionaggio, tuttavia venne rilasciato poco dopo. Maljavin raggiunse Nizza a piedi. Questa lunga e impegnativa camminata lo debilitò e morì il 23 dicembre 1940.
Le mostre personali di Maljavin si svolsero nel 1919 a Rjazan', nel 1924 nella galleria Charpentier a Parigi, nel 1933 a Praga e Belgrado, nel 1934 a Nizza e Stoccolma, nel 1935 a Londra.
Le opere di Maljavin sono conservate ed esposte in molti musei russi e in collezioni private, tra cui la Galleria Tret'jakov, il Museo Puškin delle belle arti di Mosca, il Museo russo e il Museo di ricerca dell'Accademia russa delle arti a San Pietroburgo.

## Opere principali
- Ritratto contadina con la calza, 1895;
- Ragazza contadina, 1895;
- Ritratto della madre, 1898;
- Risata, 1900, Galleria internazionale d'arte moderna, Venezia;
- Ragazza contadina, 1900, Museo Nazionale d'Arte della Repubblica di Bielorussia;
- Donne contadine, 1905, Museo russo;
- Turbine, 1906, Galleria Tret'jakov;
- Donna contadina, 1916;
- Matrimonio, 1923;
- Contadine russe, 1925;
- Donna in fazzoletto giallo, 1926;
- Ritratto dell'ambasciatore Smirnoff, 1926, Museo nazionale delle belle arti, Rio de Janeiro;
- Civetta di campagna, 1927;
- Danza, 1930.